# Oro rosso
Oro rosso (طلای سرخ, Talā-ye sorkh) è un film del 2003 diretto da Jafar Panahi e scritto da Abbas Kiarostami.
Presentato con successo al 56º Festival di Cannes, dove ha vinto il premio della giuria della sezione Un Certain Regard, e in altri festival cinematografici internazionali, non è stato distribuito nelle sale cinematografiche iraniane.

## Trama
A Teheran, due amici, Ali e Hussein vivono di espedienti, bramando un'agiatezza per loro impossibile. Hussein sviluppa una vera ossessione per la ricchezza, e decide infine di rapinare una gioielleria.

## Riconoscimenti
- Festival di Cannes 2003: premio della giuria - sezione Un Certain Regard
- Chicago International Film Festival 2003: Gold Hugo per il miglior film
- Semana Internacional de Cine de Valladolid 2003: Espiga de oro per il miglior film
- Tbilisi International Film Festival 2004: Golden Prometheus per il miglior film